# Питерс, Дэвид (палеохудожник)
Дэвид Питерс (род. 1954) — американский художник и палеоиллюстратор, известный своими маргинальными взглядами на доисторических животных, особенно птерозавров, а также на филогению, которые он популяризирует через свои блог The Pterosaur Heresies и сайт ReptileEvolution.com.

## Деятельность в палеонтологии
У Питерса нет формального образования в области палеонтологии. В 1990-х и начале 2000-х он регулярно участвовал в конференциях и был хорошо известен в этой сфере. С 1995 по 2010 год он публиковал статьи по анатомии птерозавров и других ископаемых позвоночных в таких журналах как Journal of Vertebrate Paleontology, Historical Biology, Nature и Science. К середине 2000-х из-за конфликтов с академическими палеонтологами присутствие Питерса на конференциях стало реже, а публикации в научных журналах — затруднёнными.
В отличие от большинства палеонтологов, Питерс обычно не изучает окаменелости лично, а работает с их фотографиями в Photoshop. Питерс утверждает, что с помощью цифровой обработки изображений — метода, который он называет «Цифровое графическое сегрегирование» (Digital Graphic Segregation), — может различать важные детали, упускаемые академическими исследователями.

### Заявления
В 1995 году Питерс стал автором заметки в Nature, в которой он подверг критике интерпретацию мембран крыльев птерозавра сордеса (Sordes), предложенную годом ранее палеонтологами Дэвидом Анвином и Наташей Бахуриной, и предложил собственную версию. В том же году Анвин и Бахурина оспорили выводы Питерса и отметили, что они основаны на «крайне ненадежной методике — интерпретации фотографий».
В 2000 году Питерс опубликовал статью, в которой он усомнился в общепринятой классификации птерозавров в качестве архозавров, близких к динозаврам. По его версии, птерозавры произошли от рептилий группы Prolacertiformes и наиболее связаны с родами Cosesaurus, лонгисквама (Longisquama) и шаровиптерикс (Sharovipteryx), вместе с которыми образуют кладу Fenestrasauria. Он также заявил, что обнаружил различные ранее неизвестные анатомические детали у лонгисквамы, шаровиптерикса и Cosesaurus. Выводы, представленные в статье, не были восприняты профессиональными палеонтологами всерьёз. 
В 2003 году на ежегодной встрече Общества палеонтологии позвоночных он представил тезис, критически воспринятый палеонтологами, в котором утверждал, что птерозавр джехолоптер (Jeholopterus) был гематофагом, то есть питался кровью. Примерно в то же время Питерс стал заявлять, что обнаружил заднюю часть тела лонгисквамы, включая таз, задние конечности, хвост и набор дополнительных гигантских придатков. Он также высказывал различные экстаординарные предположения об анатомии птерозавров, в том числе о наличии у всех птерозавров спинных придатков, подобных таковым у лонгисквамы. Питерс «находил» едва заметные остатки детёнышей птерозавров и лонгисквамы, якобы подтверждающие его интерпретации. 
В 2004 году Питерс описал свои представления о птерозаврах в научно-популярном журнале Prehistoric Times, хотя впоследствии он отказался от этих и ряда других своих заявлений. В том же году и в том же журнале Питерс предложил название Avgodectes для рода птерозавров, чьи остатки были найдены в яйце. В середине 2000-х он стал высказываться о том, что птерозавры и другие представители «Fenestrasauria» являются родственниками или даже представителями чешуйчатых. Он не ограничился филогенией птерозавров и заявлял, что «открыл» соверешенно новую форму филогенетического дерева четвероногих с многочисленными необычными связями. Свои выводы о филогении Питерс опубликовал в Prehistoric Times в 2006 году. 
«Никто другой не делал таких точных рисунков, как я». «Я приложил усилия, а когда вы прикладываете усилия, вы что-то открываете».
Питерс продолжает активно разивать свои идеи через блог Pterosaur Heresies на платформе WordPress, а также на сайте ReptileEvolution.com. В своём блоге он заявлял об обнаружении большого количества ранее неизвестных костей, в том числе у хорошо изученных современных животных, таких как как домашняя курица. Кроме того, Питерс регулярно пололняет новыми таксонами большое филогенетическое дерево, первоначально разработанное для изучения филогении птерозавров. На основании своих анализов он предложил множество маргинальных идей о филогении.

## Восприятие палеонтологами
Идеи Питерса получили единодушно негативную оценку со стороны профессиональных палеонтологов. Специалист по птерозаврам Кристофер Беннетт охарактеризовал реконструкции птерозавров Питерса как «нелепо-причудливые, напоминающие вымышленных животных доктора Сьюза», а его методику — как ошибочную и невоспроизводимую, поскольку она основана на анализе низкокачественных фотографий. В одном случае Питерс интерпретировал следы, оставленные при препарировании окаменелости, и неровности поверхности породы как доказательство присутствия детёныша птерозавра. В другом — принял отшлифованный и подкрашенный участок камня за остатки кожистого гребня. Палеонтолог Брайан Андрес вспоминал, что Питерс придавал биологическое значение артефактам, которые возникли при препаровке образца, с которым работал сам Андрес.
Палеонтолог и популяризатор науки Даррен Нэйш опубликовал развёрнутые опровержения работ Питерса в 2012 и 2020 годах. Нэйш отмечает, что Питерс на ежедневной основе публикует новые идеи в своём блоге, часто заявляя об обнаружении анатомических черт, «упущенных» учёными, в течение одного или двух дней после оригинальной публикации. Большое количество материалов, сопровождающихся иллюстрациями, способствует распространению идей Питерса в Интернете. В результате интерпретации и реконструкции Питерса регулярно попадают в число первых результатов при поиске в Google. Различные авторы высказывали опасения о том, что распространённость представлений Питерса может вводить в заблуждение неспециалистов.

## В культуре
Режиссёр Сид Беннетт в одном из интервью признал, что летающие существа в научно-фантастическом приключенческом фильме 2012 года «Проект „Динозавр“» были созданы под влиянием представлений Питерса о джехолоптере в качестве птерозавра-вампира.